# Томпсон (Айова)
Томпсон (англ. Thompson) — місто (англ. city) в США, в окрузі Віннебаго штату Айова. Населення — 495 осіб (2020).

## Географія
Томпсон розташований за координатами 43°22′11″ пн. ш. 93°46′29″ зх. д. / 43.36972° пн. ш. 93.77472° зх. д. (43.369750, -93.774695).  За даними Бюро перепису населення США в 2010 році місто мало площу 2,27 км², уся площа — суходіл.

## Демографія
Згідно з переписом 2010 року, у місті мешкали 502 особи в 236 домогосподарствах у складі 141 родини. Густота населення становила 221 особа/км².  Було 285 помешкань (125/км²).
Расовий склад населення:
| - 97,6 % — білих - 1,0 % — азіатів |

До двох чи більше рас належало 0,6 %. Частка іспаномовних становила 1,0 % від усіх жителів.
За віковим діапазоном населення розподілялося таким чином: 21,3 % — особи молодші 18 років, 60,4 % — особи у віці 18—64 років, 18,3 % — особи у віці 65 років та старші. Медіана віку мешканця становила 44,0 року. На 100 осіб жіночої статі у місті припадало 99,2 чоловіків;  на 100 жінок у віці від 18 років та старших — 95,5 чоловіків також старших 18 років.
Середній дохід на одне домашнє господарство  становив 52 727 доларів США (медіана — 41 953), а середній дохід на одну сім'ю — 65 881 долар (медіана — 51 563). Медіана доходів становила 38 750 доларів для чоловіків та 32 917 доларів для жінок. За межею бідності перебувало 14,1 % осіб, у тому числі 24,7 % дітей у віці до 18 років та 8,1 % осіб у віці 65 років та старших.
Цивільне працевлаштоване населення становило 233 особи. Основні галузі зайнятості: виробництво — 32,2 %, будівництво — 12,4 %, освіта, охорона здоров'я та соціальна допомога — 10,7 %, сільське господарство, лісництво, риболовля — 9,9 %.